# Kevin P. Chilton
Pour les articles homonymes, voir Chilton.
Kevin Patrick Chilton dit Chili est un astronaute américain né le 3 novembre 1954.

## Liens externes

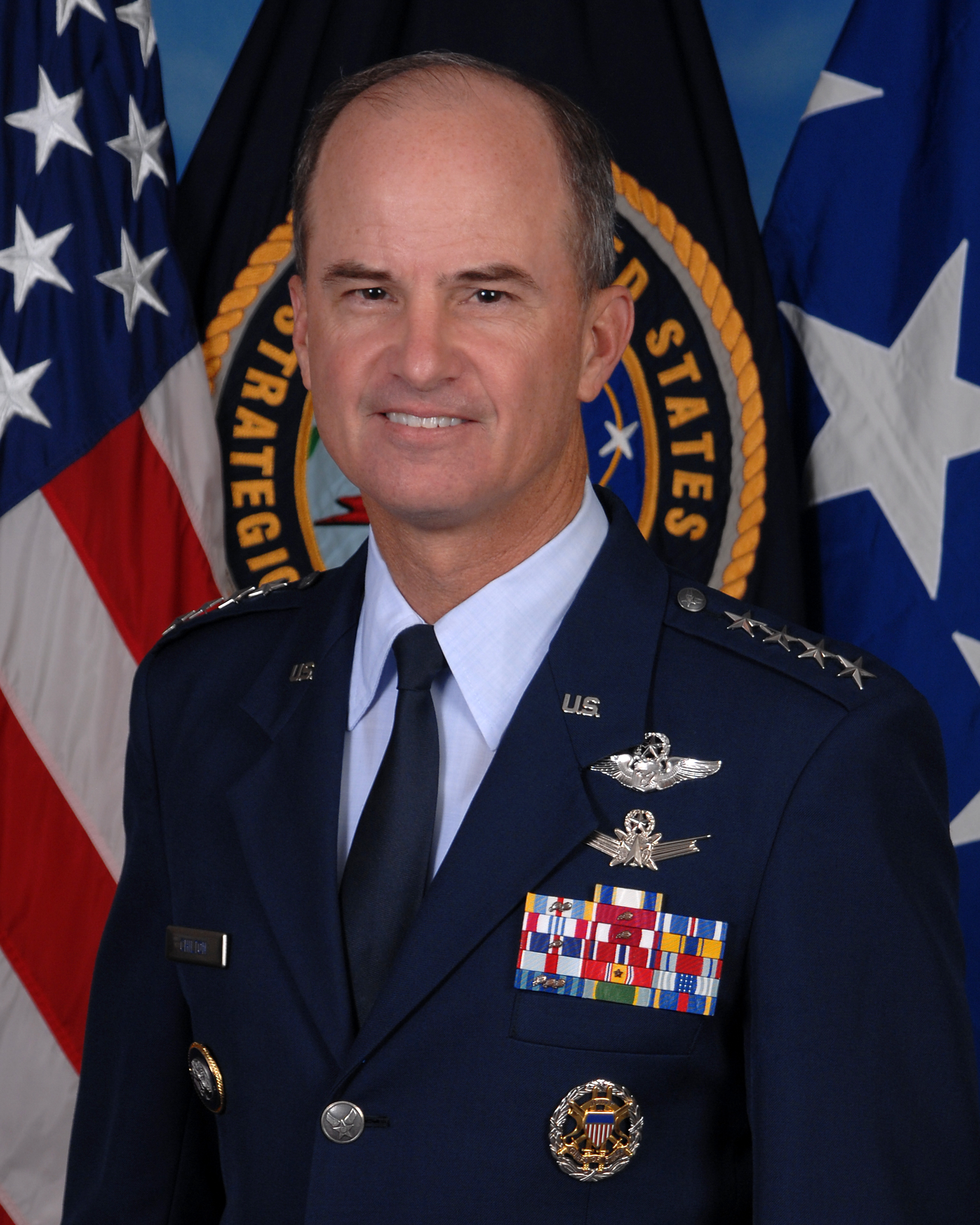
Kevin P. Chilton en costume de général de l'US Air Force

## Vols réalisés
- 7 mai 1992 : Endeavour STS-49
- 9 avril 1994 : Endeavour STS-59
- 22 mars 1996 : Atlantis STS-76